# Jaume Bartumeu
Jaume Bartumeu Cassany (Andorra la Vella, 10 novembre 1954) è un politico andorrano.

## Biografia
Membro del Partito Socialdemocratico e presidente del partito dal 2000 al 2004, attualmente è presidente del consiglio generale del Partito Socialdemocratico.
Nel mese di maggio del 2009 venne eletto capo del governo di Andorra.